# Attagenus lobatus
Attagenus lobatus là một loài bọ cánh cứng trong họ Dermestidae. Loài này được Rosenhauer miêu tả khoa học năm 1856.